# DHF's Landspokalturnering 2005/06
DHF´s landspokalturnering i 2006 var den 43. udgave af DHF's Landspokalturnering.

## Mænd

### 1/8-finaler
Otte hold fra Jylland og otte hold fra Østdanmark (inkl. Fyn) havde kvalificeret sig til 1/8-finalerne.
| Dato     | Hjemmehold         | Udehold               | Resultat |
| -------- | ------------------ | --------------------- | -------- |
| 29.08.06 | Lyngby HK          | Viborg HK             | 25-31    |
| 30.08.06 | BK Ydun            | Ajax Heroes           | 27-31    |
| 30.08.06 | TD/Sankt Annæ      | IF Stadion            | 34-25    |
| 31.08.06 | Fredericia HK 1990 | Lemvig Håndbold       | 26-19    |
| 31.08.06 | Skjern Håndbold    | Nordsjælland Håndbold | 26-22    |
| 31.08.06 | Århus GF           | GOG Svendborg TGI     | 29-22    |
| 01.09.06 | Vejle-Bredballe HK | HF Mors               | 28-34    |
| 02.09.06 | KIF Kolding        | FCK Håndbold          | 30-29    |

### 1/4-finaler
Her deltog de otte vinderhold fra 1/8-finalerne
| Dato     | Hjemmehold      | Udehold            | Resultat |
| -------- | --------------- | ------------------ | -------- |
| 13.09.06 | KIF Kolding     | Århus GF           | 34-26    |
| 20.09.06 | Viborg HK       | Ajax Heroes        | 31-24    |
| 20.09.06 | Skjern Håndbold | HF Mors            | 36-26    |
| 20.09.06 | TD/Sankt Annæ   | Fredericia HK 1990 | 21-30    |

### Semifinaler
Her deltog de fire vinderhold fra kvartfinalerne
| Dato     | Hjemmehold         | Udehold         | Resultat |
| -------- | ------------------ | --------------- | -------- |
| 25.11.06 | Fredericia HK 1990 | KIF Kolding     | 23-28    |
| 25.11.06 | Viborg HK          | Skjern Håndbold | 30-25    |

### Finale
Her deltog de to vinderhold fra semifinalerne. Finalen blev spillet i NRGi Arena i Århus.
| Dato     | Hjemmehold  | Udehold   | Resultat |
| -------- | ----------- | --------- | -------- |
| 30.12.06 | KIF Kolding | Viborg HK | 37-33    |

## Kvinder

### 1/8-finaler
Otte hold fra Jylland og otte hold fra Østdanmark (inkl. Fyn) havde kvalificeret sig til 1/8-finalerne.
| Dato     | Hjemmehold          | Udehold           | Resultat |
| -------- | ------------------- | ----------------- | -------- |
| 22.08.06 | Silkeborg-Voel KFUM | Horsens HK        | 15-22    |
| 23.08.06 | KIF Vejen           | Team Esbjerg      | 29-24    |
| 29.08.06 | VSH 2002            | Viborg HK         | 15-42    |
| 29.08.06 | Ajax København      | GOG Svendborg TGI | 11-29    |
| 30.08.06 | Frederikshavn FOX   | Slagelse DT       | 27-33    |
| 30.08.06 | FCK Håndbold        | Ikast/Bording EH  | 27-29    |
| 30.08.06 | BK Ydun             | Holbæk HK         | 31-16    |
| 03.09.06 | NFH, Nyk. F         | Skjern Håndbold   | 29-23    |

### 1/4-finaler
Her deltog de otte vinderhold fra 1/8-finalerne
| Dato     | Hjemmehold      | Udehold           | Resultat |
| -------- | --------------- | ----------------- | -------- |
| 20.09.06 | Slagelse DT     | GOG Svendborg TGI | 22-27    |
| 20.09.06 | Horsens HK      | Ikast/Bording EH  | 28-32    |
| 20.09.06 | Viborg HK       | BK Ydun           | 33-22    |
| 20.09.06 | Skjern Håndbold | KIF Vejen         | 19-35    |

### Semifinaler
Her deltog de fire vinderhold fra kvartfinalerne
| Dato     | Hjemmehold | Udehold          | Resultat |
| -------- | ---------- | ---------------- | -------- |
| 11.11.06 | KIF Vejen  | Slagelse DT      | 22-36    |
| 11.11.06 | Viborg HK  | Ikast/Bording EH | 41-35    |

### Finale
Her deltog de to vinderhold fra semifinalerne. Finalen blev spillet i NRGi Arena i Århus.
| Dato     | Hjemmehold  | Udehold   | Resultat |
| -------- | ----------- | --------- | -------- |
| 30.12.06 | Slagelse DT | Viborg HK | 24-27    |